# Funzioni rimosse in Windows 8
Windows 8 è una versione di Windows NT e il successore di Windows 7. Diverse funzionalità presenti su Windows Vista e Windows 7 non sono più presenti su Windows 8.

## Windows Shell
- Il pulsante Start è stato rimosso dalla barra delle applicazioni (sebbene sia stato riaggiunto in Windows 8.1). I metodi di sostituzione per richiamare la schermata Start includono un hotspot nell'angolo in basso a sinistra dello schermo, dove compare il riquadro della schermata Start.[1]
- Il menu "Documenti recenti" viene rimosso dalla schermata Start.[2]
- Windows 8.1 non aggiunge più automaticamente i nuovi programmi installati alla schermata Start.[3]
- La ricerca unificata viene rimossa. Una ricerca specifica per categoria sostituisce la precedente. Può cercare "App", "Impostazioni", "File" o all'interno di un indice specifico dell'app (come, ad esempio, e-mail dall'app Mail) ma non tutti in una volta. La categoria predefinita è App, ma può essere modificata prima o dopo aver eseguito una ricerca.[4] Windows 8.1 ripristina parzialmente questa funzionalità sebbene la ricerca unificata non esegua la ricerca di parole chiave o metadati.
- I gadget di Windows Desktop, introdotti per la prima volta in Windows Vista, vengono rimossi a causa delle vulnerabilità della sicurezza.[5][6]

## Aspetto e personalizzazione
- Il tema Aero Glass è sostituito da un nuovo tema con un aspetto visivo più piatto in linea con il linguaggio del design Metro. Questo ha lo scopo di prevenire lo scheumorfismo. A parte la barra delle applicazioni, il nuovo tema utilizza un minor numero di effetti di trasparenza rispetto al precedente tema Glass.[7][8]
- Flip 3D è stato rimosso. La scorciatoia Win+Tab passa ora tra le app di Windows Store e il desktop.
- Il tema di Windows Classic è stato rimosso. I temi ad alto contrasto (che in precedenza utilizzavano l'aspetto Classico) vengono modificati per utilizzare i moderni stili visivi.[9]
- Le "Impostazioni aspetto avanzate", che una volta si trovavano in Personalizzazione > Colore finestra e aspetto del Pannello di controllo sono state rimosse.[10]
- Immagini di esempio, clip musicali di esempio, video clip di esempio e immagini di account utente preimpostate (una forma di avatar) non sono più disponibili.
- Gli schemi sonori inclusi per la prima volta in Windows 7: Afternoon, Calligraphy, Characters, Cityscape, Delta, Festival, Garden, Heritage, Landscape, Quirky, Raga, Savanna e Sonata non sono più disponibili; rimangono solo le cartelle in C:\Windows\Media, e sono vuote.

## File Explorer
- L'opzione Briefcase in Nuovo menu di scelta rapida viene rimossa per impostazione predefinita, ma può essere ripristinata modificando il registro di sistema .[11]
- Windows 8.1 non mostra più le Librerie per impostazione predefinita.[3]

## Giochi
- Chess Titans, Mahjong Titans, Purble Place, Campo minato, Freecell e Solitario sono rimossi. Versioni aggiornate di Mahjong, Minesweeper, FreeCell e Solitaire sono disponibili su Windows Store.
- I collegamenti a Giochi Explorer sono stati rimossi. La funzionalità stessa e la sua scorciatoia da riga di comando restano.

## Rete
- Per la connessione remota, alcune delle opzioni in "Opzioni di ricomposizione", come "Ricomposizione tentativi" e "Ricomponi se la linea è stata interrotta", non sono più disponibili. Sebbene la connessione remota tramite linea telefonica PSTN stia diventando sempre più rara, ciò potrebbe influenzare gli utenti che ancora la utilizzano per connettersi a reti mobili 2G, 3G e/o 3.5G e anche abbonati DSL che utilizzano il dialer PPPoE del sistema.[12]
- L'opzione "Gestisci reti wireless" nel riquadro delle attività del pannello di controllo Centro connessioni di rete e condivisione non è più disponibile, sebbene alcune delle sue funzionalità siano ancora disponibili tramite il comando netsh netsh wlan.[13] Alcune di queste funzionalità sono reintrodotte con l'aggiornamento di Windows 8.1 tramite l'app Impostazioni del PC. Allo stesso modo, la creazione di una connessione wireless ad hoc tramite l'opzione "Configura un ad hoc wireless" in "Configura una nuova connessione o rete" non è più disponibile tramite la GUI; gli utenti devono utilizzare lo stesso comando netsh o un'utilità di terze parti come Connectify.
- Non è più possibile salvare una connessione Wi-Fi su un'unità flash dalla casella Proprietà rete wireless nella scheda Connessione.
- Tasti di scelta rapida per la procedura guidata Trasferimento file Bluetooth,[14] che vengono aggiunti da Windows 7 su un dispositivo con comunicazione Bluetooth, non vengono più forniti. L'utilità stessa (fsquirt.exe) resta disponibile.
- Lo stack Bluetooth di Windows 8.x non supporta il ruolo di sink Bluetooth A2DP. Quindi non è possibile riprodurre audio da altri telefoni o altri PC tramite Bluetooth a un PC con Windows 8.x. Windows 7 supporta entrambi i ruoli di origine e sink di A2DP.
- La mappa di rete viene rimossa dal Centro connessioni di rete e condivisione

## Account utente e sicurezza
- Windows CardSpace viene rimosso.[15]
- Windows Defender:
  - Non è più possibile pianificare scansioni automatiche del sistema;  ora fa parte del programma di manutenzione di Windows Action Center
  - Non mostra più l'elemento attualmente elaborato

## Funzionalità multimediali
- Windows Media Center non è più incluso in nessuna delle Edizioni di Windows 8 e non è più offerto come componente aggiuntivo da Microsoft. È stato disponibile fino al 30 ottobre 2015 come add-on di $ 9,99 (e prima del 2013-01-31 come componente aggiuntivo gratuito promozionale) dal sito Web Windows 8 Feature Pack di Microsoft ora fuori produzione[16][17] e tramite il servizio per Windows 8 ProAggiungi funzionalità a Windows 8 (tramite Media Center Pack) e Windows 8 core edition (tramite Pro Pack).[18][19]
- I codec video DVD-Video e MPEG-2 non sono più inclusi. I DVD video possono essere riprodotti in Windows Media Center per coloro che hanno acquisito tale componente aggiuntivo mentre era disponibile.[18]
- Windows DVD Maker è stato rimosso.
- Windows Media Center non può essere eseguito all'avvio o in altre finestre a causa di "nuovi requisiti e comportamenti del sistema operativo Windows".[20][21]
- Windows Media Player non ha più la funzione Guida multimediale.
- Windows 2000 Display Driver Model (XDDM),[22] non è più supportato in Windows 8.[23]
- MIDI Mapper è stato rimosso; i programmi ora devono selezionare un dispositivo MIDI specifico. Nessuna selezione indica il dispositivo #0, che è il Microsoft Wavetable Synth di Microsoft.[24]
- Windows 8.1 rimuove il supporto di Facebook e Flickr dall'app Foto.[3]

## File system
- Backup e ripristino è obsoleto e rinominato Ripristino file di Windows 7 in favore di Cronologia file.[25][26][27]
- Le copie shadow persistenti non sono più disponibili. Pertanto, la capacità di cercare, cercare e/o ripristinare versioni precedenti di file tramite la scheda Versioni precedenti della finestra di dialogo Proprietà file è stata rimossa per i volumi locali.[28] La configurazione e la pianificazione delle versioni precedenti dei file sono state rimosse anche dalla scheda Protezione sistema della finestra di dialogo Proprietà avanzate del sistema (systempropertiesadvanced.exe).
- CHKDSK mostra ora solo la percentuale di avanzamento durante l'esecuzione all'avvio.[29]

## Altro
- Gli errori di Windows sono stati semplificati; in particolare, vengono rimossi diversi paragrafi di consigli generici e codici di errore ausiliari.[30] Windows 8.1 ha aggiunto un'impostazione del Registro di sistema per annullare le modifiche, che è disponibile anche per gli utenti di Windows 8 dopo aver installato un hotfix.[31]
- I suoni riprodotti all'accesso, al logout e allo spegnimento del sistema sono stati rimossi. Il suono di avvio resta ma è disabilitato di default.[32]
- .NET Framework 3.5 non è più installato e richiede una connessione Internet per installarlo, sebbene Microsoft abbia pubblicato una soluzione alternativa che consente agli utenti di installarlo dal disco di installazione di Windows.[33]
- .NET Framework 1.1 non è supportato.[34]
- In Windows 8.1, il punteggio Indice prestazioni Windows viene rimosso.[3]
- I driver per i controller host FireWire 400 (IEEE 1394-1995) conformi OHCI sono stati rimossi, sebbene siano disponibili sul sito della Microsoft. Windows 8.x viene fornito con i driver per FireWire 800 (IEEE 1394b-2002).[35]
- L'emulazione DirectDraw, precedentemente deprecata, ora mostra un notevole calo delle prestazioni in alcuni giochi legacy.[36]